# Hipposideros caffer
Hipposideros caffer är en fladdermusart som först beskrevs av Carl Jakob Sundevall 1846.  Hipposideros caffer ingår i släktet Hipposideros och familjen rundbladnäsor. IUCN kategoriserar arten globalt som livskraftig. Inga underarter finns listade i Catalogue of Life. Wilson & Reeder (2005) skiljer mellan fyra underarter.
Denna fladdermus förekommer med flera från varandra skilda populationer i Afrika och på Arabiska halvön. Arten lever i låglandet och i bergstrakter upp till 2500 meter över havet. Habitatet utgörs av savanner, buskskogar och skogar nära kusten. Hipposideros caffer hittas ofta nära floder eller andra vattenansamlingar.
Arten blir med svans cirka 80 cm lång och den väger 7 till 8 g. Kroppen är täckt med lång och ullig päls. Färgen är i ökenområden nästan vit och i fuktiga tropiska regioner guldfärgad. I andra områden är pälsen oftast gråbrun. Vanligen förekommer på buken lite ljusare päls än på ryggen.
Individerna vilar i grottor eller i byggnader. De bildar där små flockar eller kolonier med upp till 500 000 medlemmar.
Hipposideros caffer blir under skymningen aktiv. Den jagar flygande insekter med hjälp av ekolokalisering. Några flockar söker under natten en tillfällig viloplats för att utföra pälsvård och andra sociala aktiviteter. Under tidiga sommaren föds en enda unge.